# Свобода наступает
«Свобода наступает» (исп. La Libertad Avanza) — политическая коалиция праволибертарианского и консервативного толка с участием правых партий в Аргентине, которая была создана политиком и экономистом Хавьером Милеем.
Коалицию возглавляет экономист Хавьер Милей, который был избран президентом Аргентины в качестве кандидата от коалиции на всеобщих выборах в Аргентине в 2023 году. После заключения соглашения с политиком Хуаном Хосе Гомесом Центурионом кандидаты Виктория Вильярруэль и Мария Фернанда Араухо, в числе других лидеров консерваторов, присоединились к альянсу. Милей представил себя отдельно от кандидата от Буэнос-Айреса Хосе Луиса Эсперта, с которым он ранее был связан в «Аванса Либертад», и заявил, что у него нет никаких отношений с одноимённым фронтом Кордовы.
Идеологически «Свобода наступает» занимает палеолибертарианские, минархистские, анархо-капиталистические, аргентинские националистические и антикоммунистические позиции. Её описывали как антиэстеблишментскую, антиполитическую и противоположную киршнеризму. Некоторые из её членов, такие как Вильярруэль, были обвинены в отрицании государственного терроризма в Аргентине в период процесса национальной реорганизации, который был последней военной диктатурой Аргентины в 1970-х и 1980-х годах. Из-за её радикальных политических позиций, таких как позиция её лидера Милея, которого описывают как противоречивого, эксцентричного и ультраконсервативного экономиста, коалицию называют ультраправой и сравнивают с испанской крайне правой партией «Голос».
Милей и Вильярруэль были успешными кандидатами коалиции в президенты и вице-президенты на всеобщих выборах 2023 года. Коалиция называет себя «правительственным альянсом, который объединяет, созывает и обращается к мужчинам и женщинам всех социальных слоёв, состоящим из различных политических партий и созданным для продвижения либеральной политики, способствующей экономическому, политическому, культурному и социальному взлёту, в котором мы, аргентинцы, нуждаемся, чтобы вернуться к тому, чтобы быть процветающей страной, какой мы были в начале 1900 года». Её критиковали за то, что она включила в число своих кандидатов неонацистов и апологетов военной диктатуры.

## История
14 июля 2021 года руководитель «Либертарной партии» Хавьер Милей объявил о создании коалиции «Свобода наступает».